# Феникс (бриг, 1805)
«Феникс» — 18-пушечный бриг Балтийского флота Российской империи. Состоял на службе в начале XIX века.

## Описание судна
Длина брига составляла 21,3 м, ширина — 6,1 м, осадка — 2,7 м. Судно имело 18 шестифунтовых пушек-карронад.

## История службы
Судно было куплено в Англии и включено в состав русского флота в 1805 году. 1 ноября бриг прибыл из Лондона в Портсмут, где присоединился к эскадре вице-адмирала Д. Н. Сенявина и 3 декабря вместе с ней вышел в Средиземное море по маршруту мыс Сан-Висенти — Гибралтар — Кальяри — Мессина.
С 17 января 1806 года «Феникс» сопровождал повреждённый корабль «Уриил» и 23 января прибыл с ним на остров Корфу. С 13 по 15 февраля вместе с бригом «Летун» ходил в Превезский залив для уничтожения французской шебеки, но из-за мелководья бриги не смогли приблизиться на близкое расстояние и вынуждены были уйти. В августе и сентябре 1806 года «Феникс» ходил в Триест с депешами, а затем крейсировал у Котора.
После ухода эскадры Д. Н. Сенявина в сторону греческого архипелага в феврале 1807 года бриг остался на Корфу с эскадрой капитан-командора И. А. Баратынского. В мае 1807 года «Феникс» ушёл вслед эскадре Д. Н. Сенявина к архипелагу. В этом время бриг применяли для доставки донесений и приказов. 14 сентября с отрядом контр-адмирала А. С. Грейга он вернулся на Корфу. 12 декабря с эскадрой капитан-командора И. О. Салтанова «Феникс» вышел из Корфу в Триест.
20 января 1808 года бриг перешел из Триеста в Венецию, где находился до сентября 1809-го. После 27 сентября 1809 года корабль был продан французскому правительству. Экипаж вернулся в Россию.

## Командиры
- И. С. Сульменев (1805—1807)
- И. В. Бурхановский (1808—1809)